# Éric Clémens
Éric Clémens, né en 1945 à Bruxelles, est un philosophe et écrivain belge.

## Biographie
La question du langage et de son surgissement dans le réel - réel et langage recelant la double énigme à laquelle se heurte l'être humain -, a orienté les recherches d'Eric Clémens. Il a développé une pensée et une pratique de la fiction qui se comprennent depuis la distinction qu'il opère du fictionnel et du fictif. Loin de s'opposer au réel, le fictionnel y introduit une transformation[réf. souhaitée].
Marqué par le langage, l'être humain est pris dans une différence irréductible — la différence entre phénomène et langage, que Clémens appelle la « différence phénoménologique » — qui entraîne un façonnement de sa relation au réel dont les fragments transformés engendrent un monde (une réalité). Ce façonnement d'un accès aux phénomènes par un langage — aussi bien verbal que gestuel, affectif, technique, musical, etc. — constitue le « fictionnel ».
Clémens l'a montré à l'œuvre aussi bien dans la prise de paroles et les institutions symboliques essentielles à la genèse du politique que dans la mathématisation et l'expérimentation scientifiques elles-mêmes — dégageant du même coup ce qui échappe à toute symbolisation (motif du passage des « philosophies de la nature » aux « théories du réel » particulièrement dans la physique contemporaine). Quant au fictif, connoté par l'imaginaire ou l'irréel, la littérature et singulièrement la poésie, mais tout autant l'expérience artistique, en font l'épreuve par un langage second qui redouble et rejoue le langage courant. Ce langage second s'engendre en littérature dans la triple exigence de la destruction, de la formation (rythmique, figurative et narrative) et de l'affrontement à l'impossible (à représenter) du réel. Et il en va de même dans les langages spécifiques des autres arts.
Ces recherches sont sous-tendues par des exigences de pensée qui prennent leur source aussi bien dans la phénoménologie (d'Edmund Husserl et Martin Heidegger à Max Loreau ou Gérard Granel), la philosophie politique (Hannah Arendt, Claude Lefort) que dans la déconstruction (de Jacques Derrida à Jean-Luc Nancy) dont le sens n'apparaît qu'à l'horizon de la question non de l'être, mais du devenir (Nietzsche) et de son dépassement de la métaphysique, y compris sous sa forme moderne de métaphysique de la « subjectité » (de l'auto-fondation et de l'auto-développement). Loin de l'idéalisme subjectif comme du réalisme empiriste, si le déjà-là n'est pas donné, tout apparaître est un logo-phénomène, une formation de la relation dans la différence. L'enjeu de la fiction, dès lors, ne signifie que dans l'affrontement de la représentation qui correspond à celui de la production dans notre monde éco-technique.
Après l'expérience contrastée de Mai 68 et de ses suites militantes, il n'a cessé de relancer une pensée de l'action où, par la tension maintenue entre la liberté et l'égalité, l'institution démocratique se fait depuis la reconnaissance des divisions (réelles) dans l'alternance des relations (symboliques, au sens large) en tension (entre division et relation, entre langage et action, entre égalité et liberté, entre légitimité et efficacité). À l'horizon de cette action démocratique, Clémens insiste sur l'exigence d'agir pour un monde en commun qui favorise le développement de l'être humain, lequel ne se réduit pas à être vivant et être travailleur, mais, être parlant en devenir, se libère de la sphère de l'utile pour la « dépense » au sens de Georges Bataille. Si une dimension éthique anime le politique, elle ne peut que se donner la limite de l'insacrifiable du corps de langage dans son élévation « symbolique ».
Cependant, ce saut ou ce passage au travers des déterminations, si elle ouvre à la liberté, ouvre en même temps à son indétermination et aux illimitations du jeu, des langues et des langages, de la fête et de la guerre, de l'invention ambivalente, de la création et de la destruction...
Quant à l'expérience poétique, elle lui a permis, parallèlement à sa participation à la revue TXT (avec Christian Prigent et Jean-Pierre Verheggen), de mettre à l'épreuve et en jeu l'indétermination du langage dans la formation de l'être inexpérimenté qu'est le parlêtre (expression de Jacques Lacan) humain.
Dans cette dimension du jeu, pensée, du hasard aux régulations, comme formation dans l'agonique, lui apparaît la seule correspondance entre le réel, son jeu des brisures du mobile, et les mondes, leurs mises en jeu fragmentaires de la « différance » des langages et des phénomènes.

## Publications

### Philosophiques
- Le même entre démocratie et philosophie, Bruxelles, 1987, édition Lebeer-Hossmann (D/1987/2531/4)
- La fiction et l'apparaître, Paris, 1993, éd. Albin Michel  (ISBN 2-226-06652-7)
- Façons de voir, Paris, 1999, Presses Universitaires de Vincennes  (ISBN 2-84292-064-3)
- Les brisures du réel. Essai sur les transformations de l'idée de “nature”, Bruxelles, 2010, éd. Ousia  (ISBN 978-2-87060-152-5)
- De l'égalité à la liberté. En passant par le Revenu de Base Inconditionnel, Le corridor bleu éd., 2015  (ISBN 978-2-914033-626)
- Penser la guerre ?, Les éditions du CEP, 2017  (ISBN 978-2-39007-029-0)
- Pour un pacte démocratique. Manifeste, Presses universitaires de Louvain, 2017  (ISBN 978-2-87558-562-2)
- Le Fictionnel et le Fictif. Essai sur le réel et les mondes, Les éditions du CEP, 2020  (ISBN 978-2-39007-053-5)
- TeXTes, 1970-2019. Anthologie composée par Dominique Costermans et Christian Prigent, Les éditions du CEP, 2020  (ISBN 978-2-39007-054-2)
- Pour un pacte démocratique. L'enjeu d'une double Assemblée, Presses Universitaires de Louvain, 2022  (ISBN 978-2-39061-211-7)
- En étoile. Introductions à la philosophie. I Le devenir, Presses Universitaires de Louvain, 2022  (ISBN 978-2-39061-312-1)
- En étoile. Introductions à la philosophie. II La dépense, Presses Universitaires de Louvain, 2023
- Le sens de la philosophie, coll. Petites empreintes, Presses Universitaires de Louvain, 2024  (ISBN 978-2-39061-444-9)

### Littéraires
- De r'tour, Paris, 1987, éd. TXT  (ISSN 0980-1987)
- L'Anna, Montréal, 2003, éd. Le Quartanier  (ISBN 2-9808122-2-6)
- Mythe le rythme. De la dénature des choses, Saint-Étienne-les-Orgues (France), 2010, éd. Au coin de la rue de l'Enfer  (ISBN 978-2-919642-00-7)
- D'après la poésie d'amour, Mouscron (Belgique), 2013, éd. L'âne qui butine  (ISBN 978-2-919712-06-9)

La revue Il Particolare (25/26-2012/2013) de Marseille a publié sur Eric Clémens un Cahier comprenant des textes, des témoignages et des analyses de Christian Prigent, Ronald Klapka, Antoine Boute, Michel Deguy, Philippe Boutibonnes, Alain Frontier, Luc Jabon, Norbert Hillaire, Pierre Ouellet, Ann Van Sevenant, Jacques Bauduin, Bénédicte Gorillot et Jean-Luc Nancy  (ISBN 2-87-720266-6).

### Articles et autres publications
- « Les langues dans la langue », Études françaises, vol. 33, no 1,‎ printemps 1997, p. 119-122 (lire en ligne)
- « La fonction dépensée », Lignes, vol. 66, no 3,‎ 2021, p. 55-63 (lire en ligne)
- « Parousie de Michel Deguy », Po&sie, vol. 181-182, nos 3-4,‎ 2022, p. 237 (lire en ligne)